# Солнцев, Фёдор Григорьевич
Фёдор Григо́рьевич Со́лнцев (14 [26] апреля 1801, Верхне-Никульское, Ярославская губерния — 3 [15] марта 1892, Санкт-Петербург) — русский живописец и художник-реставратор, а также архитектор и историк. Специалист по художественной археологии, один из теоретиков эклектического русско-византийского стиля; руководитель издания «Древности Российского государства», заведующий художественным оформлением Большого Кремлёвского дворца. Академик (с 1836), почётный вольный общник (с 1863) и профессор (с 1876) Императорской Академии художеств, действительный статский советник (1886).

## Биография
Родился 14 (26) апреля 1801 года в селе Верхне-Никульское недалеко от Рыбинска (ныне Веретейское сельское поселение, Некоузского района Ярославской области), в семье крепостных крестьян, в имении графа А. И. Мусина-Пушкина. Отец — Григорий Кондратьевич Солнцев, мать — Елизавета Фроловна. Всего у них было 4 сына и 1 дочь. Младший брат Фёдора — Егор (1818—1865), также стал известным художником. Граф обнаружил одарённость Фёдора и освободил семью Солнцевых от крепостной зависимости, что позволило Григорию Кондратьевичу в 1815 году отдать сына в Академию художеств. Первые полтора года обучался в гипсовом и натурном классе; в марте 1819 года был определён в живописный класс. В феврале 1824 года выпускникам были предложены две программы: «Приам просит тело Гектора у Ахиллеса» и «Шашечная игра». Выполнив два эскиза, Солнцев сделал ещё один — портрет «Крестьянское семейство»; Совет академии предложил ему писать конкурсную картину по своему выбору. Солнцев выбрал сюжет «Крестьянское семейство перед обедом», которое начал писать под руководством профессоров А. Г. Варнека и С. С. Щукина. И хотя по настоянию Варнека завершённая картина (с 1925 года в Третьяковской галерее в Москве) не получила большую золотую медаль, а только малую, она обратила на себя внимание. Солнцев получил звание художника 14 класса и был оставлен пансионером для дальнейшего усовершенствования.
В 1827 году за акварель «Воздадите кесарево кесарю, а Божия Богови» («Спаситель и фарисеи») — большую золотую медаль. В том же году поступил «на место учителя живописи»; при этом выполнял небольшие частные заказы.
В 1830 году по высочайшему повелению и поручению президента Академии художеств А. Н. Оленина направлен в Москву и другие места «для срисовывания старинных наших обычаев, одеяний, оружия, церковной и царской утвари, скарба, конской сбруи и проч. предметов». За всё время он нарисовал более 3000 высокоточных рисунков-эскизов, отличающихся большой детализацией. На них были изображены исторические предметы быта, иконы, сооружения, одежда, оружие, доспехи и т. д. Около 700 из этих эскизов составили основную часть издания «Древности Российского государства», задуманного Олениным и осуществлённого после его смерти императором Николаем I тиражом 600 экземпляров.
По эскизам Фёдора Солнцева был изготовлен Кремлёвский сервиз. За основу сюжета художник взял образцы древнерусского искусства, хранящиеся в Оружейной палате.
В 1836 году за картину «Встреча великого князя Святослава с Иоанном Цимисхием» Фёдор Солнцев удостоен звания академика. Помимо этого, Солнцев принимал участие в росписи и реставрации многих храмов. В 1836—1849 годах вместе с архитектором Петром Герасимовым восстановил Теремной дворец в Московском Кремле. В 1876 году в честь 50-летия его деятельности возведён в звание профессора.
В 1843 году выполнил рисунок антиминса для Синодальной типографии, с которой с этого времени сотрудничал до своей смерти. Последние 10 лет жизни он оформлял книги православного издательства Игнатия Тузова.
Умер 3 (15) марта 1892 года в Петербурге; похоронен на Волковском православном кладбище, к югу от Литераторских мостков. Мемориальная комната художника-археолога Фёдора Солнцева находится в Борке (Ярославская область).

## Основные труды
- «Рязанские древности»
- «Памятники Московской древности»

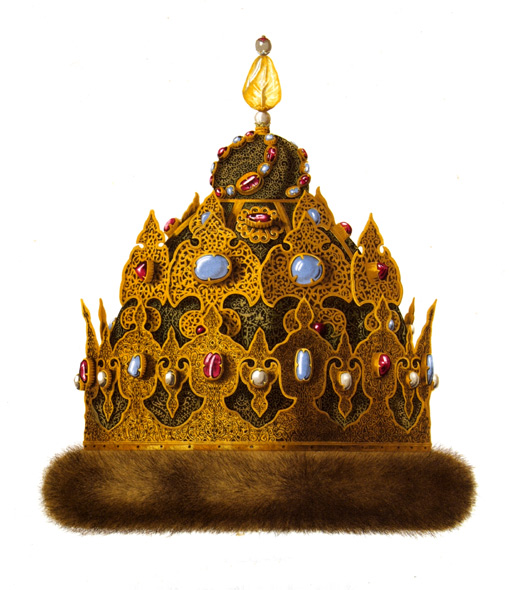
Казанская шапка (хромолитография по рисунку Солнцева, 1840-е)

- «Древности Российского государства» (с 1846 по 1853).
  - Выпуск «Киевский Софийский собор» (1871)
- Этнографический альбом «Одежды Русского Государства». Акварели Солнцева Ф. Г., 1869
  - В[еликий] К[нязь] Святослав Игоревич, сконч. 972 г. (По описанию Льва Диакона) (1820—1869)[8]
- «Керченские и Фанагорийские древности» 108 оригинальных не опубликованных акварельных рисунков Фёдора Григорьевича Солнцева с текстом на 36 больших полулистах, в числе которых 9-й и 10-й с рисунками и текст на 73 полулистах из комиссии по изданию «Древностей российского государства» в архиве А. Н. Оленина, поступивших в Эрмитаж[9] в 1853 году. В настоящее время хранятся в Отделе рукописных, печатных и графических фондов Музеев Московского Кремля и 32 листа с изображениями античных памятников впервые экспонируются на выставке «В поисках античного Боспора» к 150-летию со дня рождения Михаила Ивановича Ростовцева [10].
- «Мотивы орнаментов, снятые со старинных русских произведений»
- «Обозрение Киева» киевского гражданского губернатора И. И. Фундуклея (1847)
- «Обозрение могил, валов и городищ Киевской губернии» (1848)
- ряд рукописных книг для царской семьи:
  - Молитвослов для императрицы Александры Федоровны, жены Николая I;
  - Молитвослов для императрицы Марии Александровны, жены Александра II;
  - Молитвенники ангелам-хранителям для великих княгинь Марии Николаевны, Ольги Николаевны и Марии Александровны;
  - Жития избранных святых;
  - «Праздники в Доме Православного Царя Русского»;
  - Житие Сергия Радонежского; Служба святой Марии Магдалине;
  - «Русские святые, предстатели перед Богом за царя и святую Русь»;
  - «Знаменательные дни в Доме императора Александра III».
- «Евангелие от Иоанна» по заказу княгини Леониллы Николаевны Меншиковой (1854)
- Солневские «Святцы»
- иллюстрации к трудам митрополита Филарета
- Мемуары «Моя жизнь и художественно-археологические труды»

## Публикации текстов
- Солнцев Ф. Г. Моя жизнь и художественно-археологические труды : [гл. 1–4] : рассказ / акад. Ф. Г. Солнцева // Русская старина : ежемесячное историческое издание. — СПб. : Тип. В. С. Балашева, 1876. — Т. 15. — С. 109–128, 311–323, 617–644.
- Солнцев Ф. Г. Моя жизнь и художественно-археологические труды : [гл. 5–7] : рассказ / акад. Ф. Г. Солнцева // Русская старина : ежемесячное историческое издание. — СПб. : Тип. В. С. Балашева, 1876. — Т. 16. — С. 147–160, 263–298.